# Selección femenina de rugby league de Inglaterra
La selección femenina de rugby league de Inglaterra representa a Inglaterra en la Liga de Rugby Femenina. Son administrados por la Rugby Football League. Gran Bretaña alcanzó la primera final de la Copa del Mundo de Rugby League femenina en 2000, donde perdió 26-4 ante Nueva Zelanda.
Gran Bretaña realizó una gira por Australia en 2002 y participó en la Copa del Mundo de 2005. En 2006, la RFL anunció que, después del All Golds Tour 2007, el equipo de Gran Bretaña ya no competiría de forma regular y que los jugadores podrían representar a Inglaterra, Gales y Escocia a nivel de prueba.
Está previsto que el equipo de Gran Bretaña se reúna en el futuro solo para giras ocasionales.

## Historia

### Primeros años
La Women's Rugby League se estableció originalmente en 1985 a través de la Women's Amateur Rugby League Association, con la Selección Nacional de Gran Bretaña jugando por primera vez en el año 2000.
Desde 2008 en adelante, Inglaterra ha competido en el escenario internacional, jugando en las Copas Mundiales de Rugby League Femenina de 2008, 2013 y 2017 hasta la fecha.

### Copa del Mundo 2008
La Copa Mundial de la Liga de Rugby Femenina de 2008 fue la tercera organización del torneo y la primera vez que Inglaterra compitió como nación. El torneo se celebró en Australia a partir del 26 de octubre e Inglaterra estuvo en un grupo con Rusia, Francia y Australia.
Inglaterra venció a Francia y Rusia en la fase de grupos, perdiendo ante Australia, para terminar segundo en el grupo y clasificarse para las semifinales. Inglaterra fue derrotada por los eventuales ganadores de Nueva Zelanda en la etapa de semifinales, ya que vencieron a Australia 34-0. Inglaterra venció a las Islas del Pacífico en el partido de play-off por el tercer puesto.

### Copa del Mundo de 2013
La Copa del Mundo de la Liga de Rugby Femenina 2013 se celebró en Gran Bretaña el 26 de octubre y contó con Australia, Inglaterra, Francia y Nueva Zelanda. El equipo de 24 jugadores de Inglaterra incluyó a jugadores de Bradford, Coventry, Crosfields, Featherstone, Normanton y Thatto Heath.
En el formato Round Robin, Inglaterra sufrió una derrota 14-6 ante Australia en el Tetley's Stadium, Dewsbury, el viernes 5 de julio, antes de caer 34-16 ante Nueva Zelanda el lunes 8 de julio en Featherstone Rovers 'Post Office Road.
Una victoria por 42-4 sobre Francia siguió en la ronda final el 11 de julio en el Fox's Biscuits Stadium, Batley, antes de una victoria récord de 54-0 sobre Francia en el play-off por el tercer puesto en el South Leeds Stadium, Hunslet.

### Copa del Mundo de 2017
La Copa del Mundo de la Liga de Rugby Femenina 2017 fue la quinta etapa de la competencia, que se celebró en Australia entre el 16 de noviembre y el 2 de diciembre. Inglaterra participó junto a Australia, Canadá, Islas Cook, Nueva Zelanda y Papúa Nueva Guinea y todos los partidos del grupo se jugaron en el Southern Cross Group Stadium, hogar de Cronulla Sharks.
Inglaterra se colocó en el Grupo A junto a Australia y las Islas Cook y se enfrentó a Papúa Nueva Guinea en un partido entre grupos. Su primer partido de la Copa del Mundo de la Liga de Rugby Femenina de 2017 resultó en una derrota por 38-0 ante Australia el 19 de noviembre, antes de una sorprendente derrota por 22-16 ante las Islas Cook el 22 de noviembre. Inglaterra estaba 16-0 abajo en el medio tiempo, pero Emma Slowe, Amy Hardcastle y Kayleigh Bulman anotaron para Inglaterra en la segunda mitad, Claire Garner pateó dos goles, para hacer el 16 en total, antes de un try tardío de Islas Cook. Inglaterra aseguró su avance a las semifinales gracias a la diferencia de puntos de los Cooks gracias a la victoria por 36-8 sobre Papúa Nueva Guinea el 16 de noviembre. Los intentos de Charlotte Booth (2), Shona Hoyle, Amy Hardcastle, Tara-Jane Stanley, que pateó cuatro goles, Danielle Bound y Beth Sutcliffe fueron suficientes para asegurar la victoria.
En la semifinal, Inglaterra venció 52-4 ante Nueva Zelanda el 26 de noviembre en el Southern Cross Group Stadium, a pesar de un try de Tara-Jane Stanley en la primera mitad.
Australia ganaría la final 23-16 el 2 de diciembre en el Suncorp Stadium, Brisbane.

## Resultados
| Fecha       | Rival              | Marcador | Torneo                                        | Lugar                                | Ref.   |
| ----------- | ------------------ | -------- | --------------------------------------------- | ------------------------------------ | ------ |
| 2007        | Francia            | Ganó     | Test Match                                    |                                      |        |
| 13 Jul 2008 | Francia            | Ganó     | Test Match                                    | Widnes RUFC                          |        |
| 6 Nov 2008  | Rusia              | 72–0     | Copa Mundial Femenina de Rugby League de 2008 | Stockland Park, Sunshine Coast       |        |
| 8 Nov 2008  | Francia            | 54–4     | Copa Mundial Femenina de Rugby League de 2008 | Stockland Park, Sunshine Coast       |        |
| 10 Nov 2008 | Australia          | 4–22     | Copa Mundial Femenina de Rugby League de 2008 | Stockland Park, Sunshine Coast       |        |
| 12 Nov 2008 | Nueva Zelanda      | 4–16     | Copa Mundial Femenina de Rugby League de 2008 | Stockland Park, Sunshine Coast       | VR     |
| 14 Nov 2008 | Islas del Pacífico | 24–0     | Copa Mundial Femenina de Rugby League de 2008 | Stockland Park, Sunshine Coast       |        |
| 25 Jul 2009 | Francia            | 28–8     | 2 Test Series                                 | Bandera de Francia                   |        |
| 2009        | Francia            | 36–0     | 2 Test Series                                 | Bandera de Francia                   |        |
| 9 Nov 2010  | Francia            | 36–8     | Test Match                                    | Bandera de Inglaterra                |        |
| 10 Nov 2010 | Nueva Zelanda      | 6–44     | Test Match                                    | Toll Stadium, Whangārei              | NZRL   |
| 16 Nov 2010 | Nueva Zelanda      | 6–38     | Test Match                                    | Bandera de Nueva Zelanda             |        |
| 2 Jul 2011  | Francia            | 36–6     | 2 Test Series                                 | Bandera de Francia                   |        |
| 6 Jul 2011  | Francia            | 42–4     | 2 Test Series                                 | Bandera de Francia                   |        |
| 15 Jun 2012 | Francia            | 48–0     | Test Match                                    | Bandera de Inglaterra                |        |
| 5 Jul 2013  | Australia          | 6–14     | Copa Mundial Femenina de Rugby League de 2013 | The Tetley's Stadium, Dewsbury       | VR     |
| 8 Jul 2013  | Nueva Zelanda      | 16–34    | Copa Mundial Femenina de Rugby League de 2013 | Post Office Road, Featherstone       | VR     |
| 11 Jul 2013 | Francia            | 42–4     | Copa Mundial Femenina de Rugby League de 2013 | Fox's Biscuits Stadium, Batley       | VR     |
| 13 Jul 2013 | Francia            | 54–0     | Copa Mundial Femenina de Rugby League de 2013 | South Leeds Stadium, Hunslet         | VR     |
| 17 Jun 2015 | Francia            | 24–4     | 2 Test Series                                 | Tonneins                             | RLC    |
| 20 Jun 2015 | Francia            | 14–14    | 2 Test Series                                 | Biganos                              | 4LS    |
| 22 Oct 2016 | Francia            | 36–6     | Test Match                                    | Parc des Sports, Avignon             | RLC    |
| 21 Jun 2017 | Francia            | 26–16    | 2 Test Series                                 | Stade de la Mer, Perpignan           | RLC    |
| 24 Jun 2017 | Francia            | 14–8     | 2 Test Series                                 | Stade de la Mer, Perpignan           | RLC    |
| 16 Nov 2017 | Papúa Nueva Guinea | 36–8     | Copa Mundial Femenina de Rugby League de 2017 | Southern Cross Group Stadium, Sídney |        |
| 19 Nov 2017 | Australia          | 0–38     | Copa Mundial Femenina de Rugby League de 2017 | Southern Cross Group Stadium, Sídney | VH     |
| 22 Nov 2017 | Islas Cook         | 16–22    | Copa Mundial Femenina de Rugby League de 2017 | Southern Cross Group Stadium, Sídney | ABC    |
| 26 Nov 2017 | Nueva Zelanda      | 4–52     | Copa Mundial Femenina de Rugby League de 2017 | Southern Cross Group Stadium, Sídney | VH     |
| 27 Oct 2018 | Francia            | 54–4     | Test Match                                    | Carcasonne                           | RLC    |
| 9 Nov 2019  | Papúa Nueva Guinea | 24–10    | 2 Test Series                                 | Goroka                               | RLC VH |
| 16 Nov 2019 | Papúa Nueva Guinea | 16–20    | 2 Test Series                                 | Port Moresby                         | NRL VH |

## Participaciones

### Copa Mundial Femenina de Rugby League
| Año   | Resultado      | Pos.              |
| ----- | -------------- | ----------------- |
| 2000  | No participó   | No participó      |
| 2003  | No participó   | No participó      |
| 2008  | Semifinales    | Medalla de bronce |
| 2013  | Fase de grupos | Medalla de bronce |
| 2017  | Semifinales    | Medalla de bronce |
| 2021  | Semifinales    | Semifinales       |
| Total | 3/6            | 0 títulos         |